# 米谷冬青
米谷冬青（学名：[Ilex miguensis] 错误：{{Lang}}：文本有斜体标记（帮助））是冬青科冬青属的植物，为中国的特有植物。分布在中国大陆的西藏等地，生长于海拔3,300米至3,600米的地区，一般生于森林下，目前已由人工引种栽培。